# دهستان سراب قلعه شاهین
دهستان سراب قلعه شاهین، یکی از دهستان‌های بخش قلعه شاهین شهرستان سرپل ذهاب در استان کرمانشاه ایران است. مرکز این دهستان، روستای سراب قلعه شاهین است.

## فهرست روستاها
سراب قلعه شاهین ، کلاوه (سرپل‌ذهاب) ، نرامان نقاره‌کوب ، گنجوره ، امامیه سفلی ، امامیه علیا ، سرباغ‌گلین ، برآفتاب گلین

## جمعیت
بر پایه سرشماری عمومی نفوس و مسکن در سال ۱۳۹۵، جمعیت دهستان سراب قلعه شاهین برابر با ۵٬۹۷۴ نفر بوده‌است.